# Kneiss
Kneiss (arabe : أرخبيل الكنائس) est un archipel de petites îles tunisiennes situées à quelques kilomètres des côtes et cinquante kilomètres au sud de Sfax (délégation de Graïba dans le gouvernorat de Sfax).
Le nom de l'archipel vient de la forme pluriel du mot « église » (kanissa en arabe tunisien) car l'îlot a abrité des bâtiments faisant partie du monastère de Fulgence de Ruspe.
La zone est désignée site Ramsar en 2007.

## Géographie
Au XXIe siècle, quatre îles entourées de vastes vasières à marée basse émergent d'une zone de haut-fonds de quinze kilomètres de long sur dix de large. Au Nord-Est se situe la plus grande île, Dzirat el Bessila, de forme quasi circulaire (2,5 kilomètres de diamètre) ; les trois autres sont de petits îlots allongés sur un axe Sud - Sud-Ouest : Dzirat el Hajar (Île du Rocher), suivie de Dzirat el Laboua (Île de la Vase) au centre et de Dzirat el Gharbia (Île occidentale).

## Histoire
Dans l'Antiquité, la présence d'au moins une île, qualifiée de « déserte », est mentionnée dans le Périple du Pseudo-Scylax. Au Moyen Âge, les cartes portulans catalans comme celles de Gabriel de Vallseca représentent les trois petits îlots comme une île allongée et l'ensemble de l'archipel est appelé Frixols. Au lieu d'une imprécision, il est possible que ceci représente correctement les changements du niveau d'élévation dans cette zone très plate et marécageuse.
Les îles apparaissent sur les cartes arabes de géographie sous le nom collectif de Surkenis, c'est-à-dire « Mur-de-Kneiss », car les îles constituent un « mur » qui protège des vagues du large la partie de la côte à l'ouest.
Les sondages effectués en 1938 et confirmés depuis sur l'îlot central (Dzirat el Laboua) ont montré l'existence d'un édifice chrétien identifié plus tard comme étant le monastère où Fulgence de Ruspe, évêque de Ruspe, venu se retirer durant les premières années du VIe siècle,.
La zone est désignée site Ramsar le 7 novembre 2007.